# KIconEdit
KIconEdit es un programa de edición y creación de iconos desarrollado por KDE para el sistema GNU/Linux. Está licenciado bajo la GNU General Public License.
En la actualidad, una aplicación hermana llamada KolourPaint posee su misma funcionalidad, sumadas a las de dibujar y manipular otros tipos de imágenes.

## Características
KIconEdit cuenta con las siguientes herramientas:
- Selección rectangular y circular
- Dibujo por líneas y a mano alzada
- Selector de color (cuentagotas)
- Relleno con un color sólido
- Goma de borrar
- Selección de rectángulos
- Crear figuras geométricas (rectángulos, círculos y elipses)
- Soporte para transparencias